# Thoracochaeta neofucicola
Thoracochaeta neofucicola är en tvåvingeart som beskrevs av Marshall och Rohacek 2000. Thoracochaeta neofucicola ingår i släktet Thoracochaeta och familjen hoppflugor. Inga underarter finns listade i Catalogue of Life.